# Günter Tüller
Günter Tüller (* 3. April 1938 in Velbert) ist ein ehemaliger deutscher Radrennfahrer.

## Werdegang
1956 wurde Günter Tüller deutscher Straßenmeister der Junioren. 1959 errang er den nationalen Titel bei den Amateuren, startete bei den Straßenweltmeisterschaften in Zandvoort und belegte Platz 32. 1960 wurde er Deutscher Vizemeister im Straßenrennen der Amateure.
1961 bekam Tüller einen Profi-Vertrag. 1962 gewann er den Großen Conti-Straßenpreis. Im selben Jahr konnte er Dritter der Deutschen Bergmeisterschaft werden und einen beachtlichen 20. Platz beim Straßenrennen um die Weltmeisterschaft im Italienischen Salo belegen. 1963 wurde er Zweiter bei der Fernfahrt München–Zürich und 1964 den 2. Platz bei der Deutschen Bergmeisterschaft erringen.
1964 beendete er seine Radsport-Karriere und übernahm in seiner Heimatstadt das väterliche Spielzeug- und Fahrradgeschäft.